# Adam Bunsch

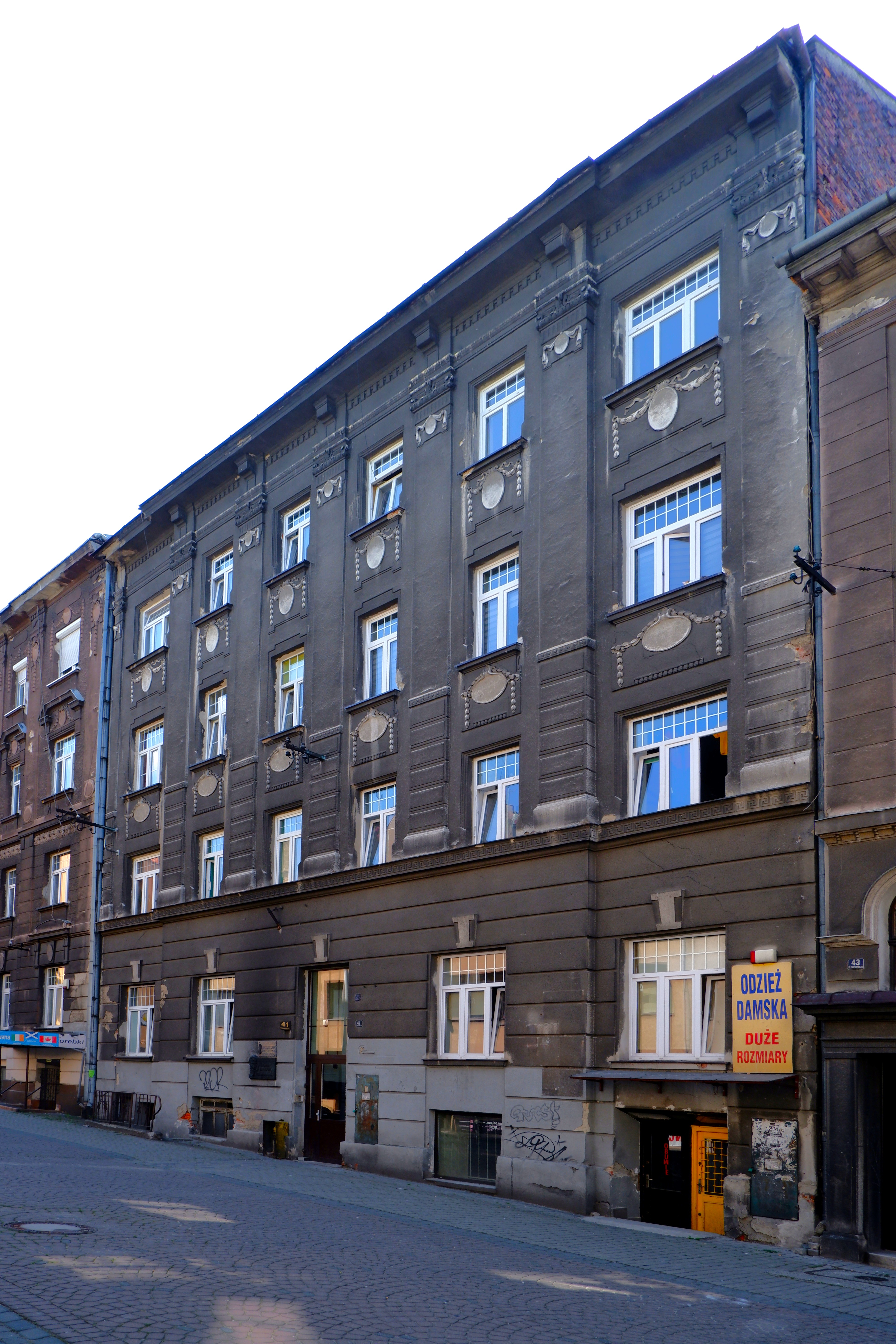
Kamienica przy ul. Mickiewicza 41 w Bielsku-Białej, w której Bunsch mieszkał w latach 1923–1935 (widok współczesny)

Adam Bunsch, ps. Andrzej Wart (ur. 20 grudnia 1896 w Krakowie, zm. 15 maja 1969 tamże) – polski malarz i grafik, autor witraży, także pedagog i dramatopisarz. Pozostawał w kręgu malarstwa młodopolskiego i symbolizmu, później skłaniał się ku realizmowi i nawiązywał do postimpresjonizmu.
Syn rzeźbiarza Alojzego Bunscha, starszy brat pisarza historycznego Karola Bunscha.

## Życiorys

### Młodość
Jego ojciec, Alojzy Bunsch, był profesorem Państwowej Szkoły Przemysłowej w Krakowie oraz rzeźbiarzem często podejmującym tematykę religijną, matka, Maria Aleksandra z d. Sadłowska, wywodziła się z rodziny lwowskich architektów. Uczył się w Gimnazjum św. Anny w Krakowie (ob. I Liceum Ogólnokształcące im. B. Nowodworskiego), egzamin maturalny złożył w roku 1914. Na początku I wojny światowej wyjechał wraz z rodziną do Wiednia, gdzie w roku 1915 rozpoczął studia na Uniwersytecie Wiedeńskim oraz krótko uczęszczał na Akademię Sztuk Pięknych. Już w marcu roku 1915 został powołany do armii austriackiej, ukończył szkołę oficerów rezerwy artylerii (1915) i do roku 1918 odbywał służbę garnizonową początkowo w Sopron, a później w Krakowie.
W roku 1917 rozpoczął studia w krakowskiej Akademii Sztuk Pięknych w pracowni Józefa Mehoffera, jednocześnie podjął studia na wydziale filozoficznym Uniwersytetu Jagiellońskiego.

### Okres II Rzeczypospolitej
Po odzyskaniu przez Polskę niepodległości wstąpił w roku 1918 do 1 pułku artylerii polowej Legionów. Walczył w wojnie polsko-ukraińskiej (1918–1919) biorąc udział w odsieczy Lwowa oraz w wojnie polsko-bolszewickiej. Dwukrotnie został odznaczony Krzyżem Walecznych (1921). W roku 1920 awansowany do stopnia podporucznika, został następnie zdemobilizowany ze względu na studia uniwersyteckie.
W roku 1921 zdał egzamin nauczycielski i przeprowadził się do Bielska podejmując pracę w tamtejszej Państwowej Szkole Przemysłowej jako nauczyciel, gospodarz kursu na wydziale mechanicznym, gdzie prowadził rysunek odręczny, rysunek zawodowy oraz szkicowanie.
Również w roku 1921 uzyskał dyplom ukończenia Akademii Sztuk Pięknych w Krakowie w dziedzinie malarstwa, jednocześnie otrzymał absolutorium z filozofii na Uniwersytecie Jagiellońskim. Jako malarz zadebiutował w 1921 r. biorąc udział w wystawach TPSP we Lwowie i Krakowie. W roku 1922 ożenił się z Ludwiką z d. Kunaszowską (1898–1981). Jego dwaj synowie Ali (Alojzy) Bunsch (1925–1985, scenograf) i Franciszek Bunsch (1926–2025, grafik) kontynuowali tradycję artystyczną, córka Helena (1928–2020) została doktorem medycyny, a syn Adam (1929–2005) był ekonomistą.
Jako mieszkaniec Bielska wszedł w dobre relacje z ważnymi dla polskiej kultury na Śląsku postaciami, jak pisarz Gustaw Morcinek, poetka Kazimiera Alberti, prezes śląskiego Towarzystwa Przyjaciół Nauk ks. Emil Szramek czy pisarz, animator kultury i dyrektor katowickiej rozgłośni Polskiego Radia (1934–1939) Stanisław Ligoń.
Mimo przeniesienia się na Śląsk utrzymywał kontakt z krakowskim środowiskiem artystycznym, często wystawiał we Lwowie i warszawskiej „Zachęcie”. Uwagę krytyki zwróciły symboliczne obrazy olejne utrzymane w młodopolskiej stylistyce, takie jak: Taniec i śmierć, Czarne myśli o białych kwiatach, Mróz oraz Karnawałowa piosenka, wykazujące powinowactwa z malarstwem innego kontynuatora twórczości Malczewskiego i Mehoffera, Vlastimila Hofmana. Osobną grupę stanowił cykl poświęcony przeżyciom wojennym, graficzny w rysunku i literacki w treści, m.in. Do zwycięstwa, Fatum, Przegląd odwodów, Śmierć i zapomnienie, Strach, czy nagrodzona srebrnym medalem na wystawie w „Zachęcie” (1930) Karabinowa kula. Od początku twórczości powstawały realistyczne, choć także przeniknięte młodopolską symboliką portrety rodzinne, np. Portret żony, Autoportret z żoną, Portret żony z dziećmi, Autoportret z cyklamenem.
Fascynacja grafiką chińską i japońską przyniosła liczne drzeworyty barwne wykonywane specjalną techniką z użyciem farb akwarelowych, oddające dekoracyjność różnych form natury. Były to m.in. Irysy, Róże, Cyklameny, Sikorki, Złote bażanty, Indyki, Wróble oraz studia innych motywów roślinnych i zwierzęcych.
Widoczna tendencja do posługiwania się alegorią oraz literackość kompozycji malarskiej łączyła się z zainteresowaniem teatrem. Jako dramaturg zadebiutował sztuką Koń parowy wystawioną w r. 1933 w Teatrze im. J. Słowackiego w Krakowie, realizacje sceniczne miały także: ponownie Koń parowy w Instytucie Teatralnym „Reduta” w Warszawie (1934), Dolary Pana Signac w Teatrze Polskim w Katowicach (1935) oraz Haneczka i duch w Instytucie Teatralnym „Reduta” (1939). W roku 1936 wydał wraz z T. Kudlińskim i W. Goreckim autorskie opracowanie Nowa realizacja Hamleta, utrzymywał także kontakt z S. I. Witkiewiczem (Witkacym) oraz J. Osterwą, był jednym z założycieli krakowskiej „Konfraterni teatralnej”.
Pod koniec lat 20. silnie uwidocznił się nurt tematyki religijnej. Takie obrazy olejne jak: Zmartwychwstanie, Wskrzeszenie Łazarza, Kielich goryczy, Niewiasty u grobu, Jawnogrzesznica, Zwiastowanie wskazują na odwołanie się do spuścizny prerafaelitów i zwrot ku stylistyce art déco. W roku 1932 wziął udział w dużej Wystawie polskiej sztuki religijnej w Katowicach, stając się przedmiotem dyskusji i polemik krytyki. Do jego największych realizacji należał zespół witraży i polichromii przygotowany według programu ideowego ks. E. Szramka w kościele Mariackim w Katowicach (1936–1939), z czego szczególnie witraże (Cnoty i występki, Legenda o św. Jacku) są zaliczane do jego ważnych osiągnięć. Karton do witraża Serce Jezusa otrzymał złoty medal na Dorocznym Salonie w warszawskiej „Zachęcie” (1936).
W okresie międzywojennym wielokrotnie uczestniczył w wystawach ogólnopolskich m.in. w „Zachęcie” i międzynarodowych, należał do „Grupy Dziesięciu”. W roku 1938 otrzymał tytuł profesora.

### Okres II wojny światowej

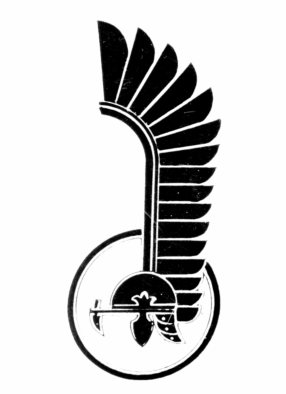
Odznaka 1 Dywizji Pancernej gen. Maczka

W roku 1939 został zmobilizowany, uczestniczył w kampanii wrześniowej jako oficer nasłuchu radiowego, po ewakuacji na Węgry był internowany, lecz po ucieczce do Francji znalazł się w Wojsku Polskim. Po klęsce Francji został ewakuowany do Anglii, gdzie w roku 1940 otrzymał przydział jako oficer oświatowy do 10 Brygady Kawalerii Pancernej gen. S. Maczka, dla 1 Dywizji Pancernej zaprojektował odznakę rozpoznawczą. Awansowano go na porucznika w roku 1943. Podczas pobytu w Anglii i Szkocji nie przerwał pracy artystycznej, malował portrety, stworzył patriotyczne witraże i obrazy dla polskiego kościoła Matki Boskiej Częstochowskiej i Świętego Kazimierza na Devonia Road w Londynie. Wykonał tekę rysunków Szkicownik wojenny 1940–1945. Pod pseudonimem Andrzej Wart wydał dramaty Mariacki ołtarz Wita Stwosza, Co słychać (1942) oraz Gołębie brata Alberta (1943). W roku 1943 przydzielono go do Dowództwa Jednostek Terytorialnych Polskich Sił Zbrojnych na Zachodzie, a w roku 1945 został zdemobilizowany i powrócił do Krakowa.

### Po wojnie

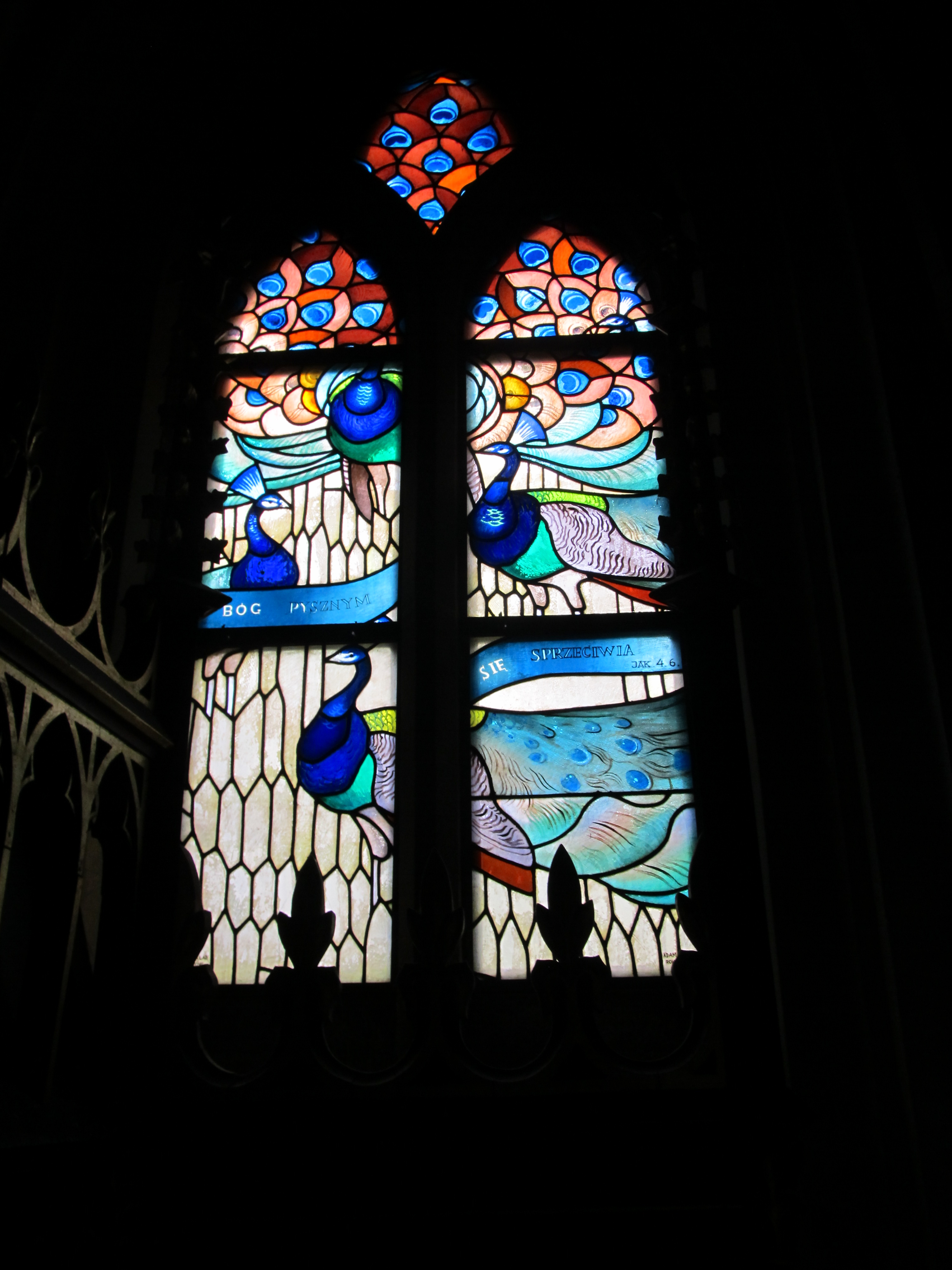
Kościół Mariacki w Katowicach – witraż Adama Bunscha z cyklu Cnoty i występki

W roku 1946 mianowano go nauczycielem w Państwowej Szkole Przemysłowej w Bielsku, chociaż bez możliwości podjęcia pracy, w roku 1947 został przeniesiony do Państwowej Szkoły Przemysłowej w Krakowie, skąd jednak po trudnościach piętrzonych przez władze w roku 1951 został usunięty.
W Teatrze Miejskim w Częstochowie odbyła się w roku 1947 premiera dramatu o bracie Albercie (Adamie Chmielowskim) Przyszedł na ziemię święty, wydanego drukiem w tym samym czasie w Krakowie. Starał się regularnie uczestniczyć w życiu artystycznym biorąc udział w wystawach zbiorowych malarstwa i grafiki. Związał się z konserwatywnym ugrupowaniem „Zachęta”, głoszącym program: „wierzymy w realizm mimo wszystkich rewolucji artystycznych”. Świadome odcięcie się od nowej sztuki spowodowało brak zainteresowania ze strony ówczesnej krytyki artystycznej.
W jego powojennej działalności dominowała sztuka sakralna. Zaprojektował duże zespoły witraży m.in. dla kościołów w Czechowicach-Dziedzicach (1939–1946), Wirku (dziś Ruda Śląska; 1949-1951), Lipniku (1948–1953), Rybniku (1953–1955), Jastarni (1954–1957), Piekarach Śląskich (1954–1958), Lanckoronie (1958), Ropczycach (1960–1962), ponadto w kilku kościołach w Anglii, a także dla kościoła katedralnego (1966) i kaplicy Pałacu Biskupiego (1966) w Gnieźnie. Pełna lista zrealizowanych witraży przekracza 200 pozycji. Wykonywał także polichromie, m.in. „Burza na morzu” i „Drogę krzyżową” w kościele Opatrzności Bożej w Zawodziu (obecnie Katowice; 1953–1955) oraz w Lipniku (1956). Cykl sześciu wielkoformatowych fresków ilustrujących przypowieści autorstwa Bunscha oraz stacje Drogi Krzyżowej namalowane na pozłacanych deskach znajdują się w kościele św. Antoniego Padewskiego w Orzeszu-Zgoniu na Górnym Śląsku.

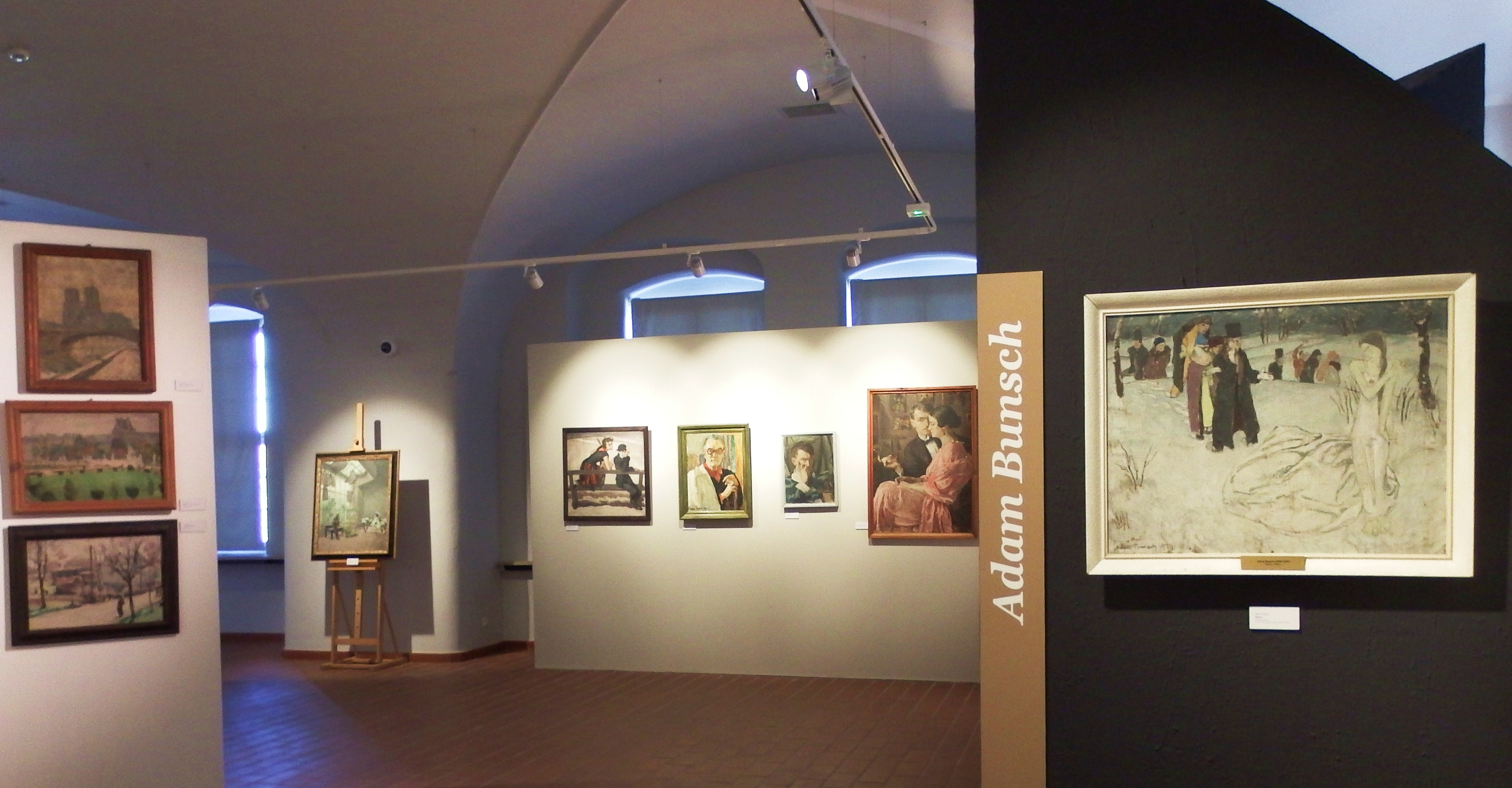
Malarstwo Adama Bunscha na wystawie Sygnowano: Bunsch, Szczecin 2016

Malował również liczne akwarele i obrazy olejne o tematyce pejzażowej (m.in. widoki nadmorskie z Jastarni oraz podróży do Grecji i Włoch), utrzymane w tradycyjnej stylistyce postimpresjonistycznej, a także portrety rodzinne. Ponadto kontynuował w niezmienionej formie przedwojenną twórczość graficzną. Przekrój jego dorobku zaprezentowano na wystawie Adam Bunsch w warszawskiej „Zachęcie” (1963) oraz w krakowskim TPSP (1965).
W roku 1967 został odznaczony Krzyżem Kawalerskim Orderu Odrodzenia Polski.
Zmarł w roku 1969. Został pochowany na Cmentarzu Salwatorskim w Krakowie.

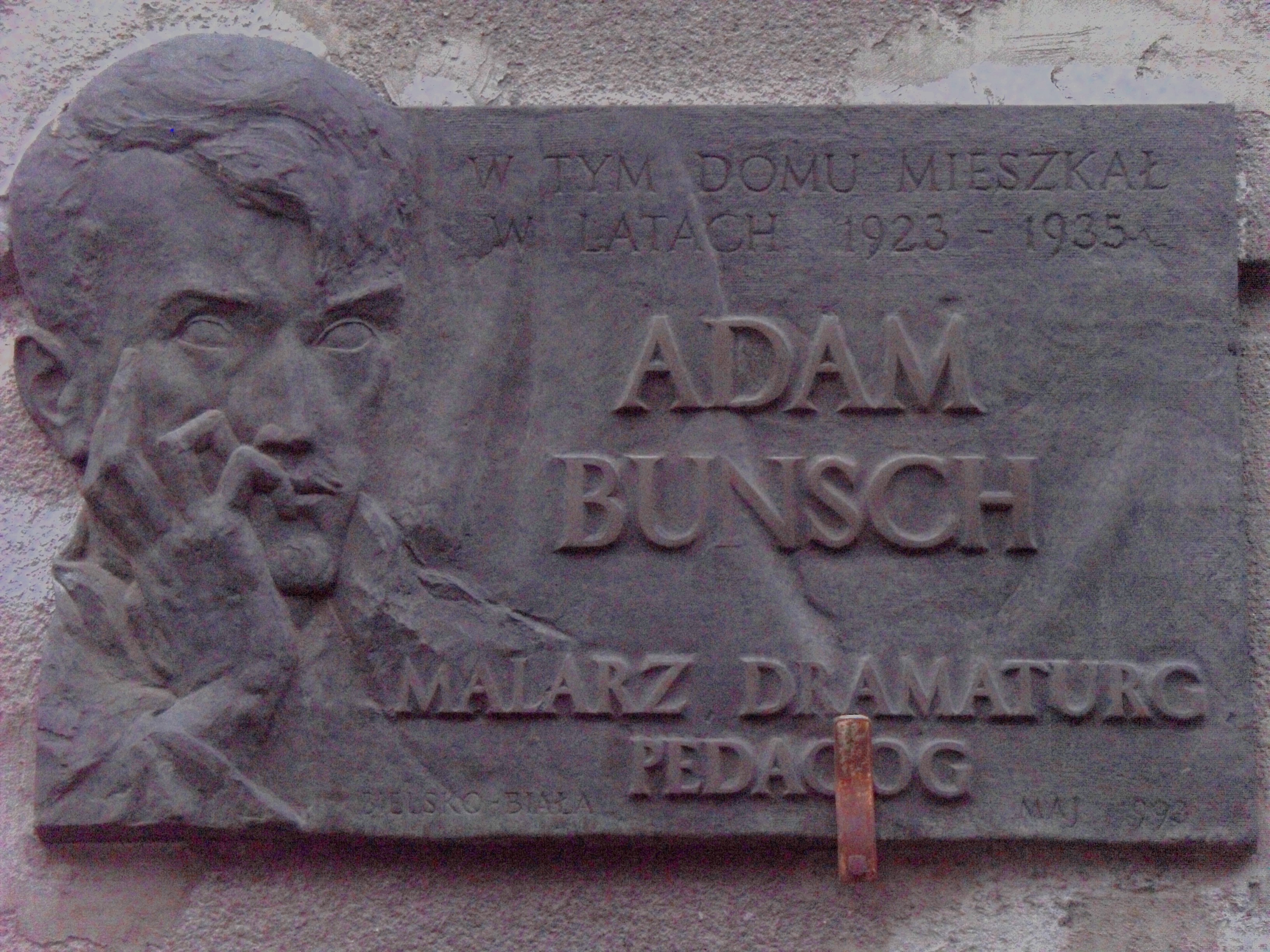
Tablica pamiątkowa w Bielsku-Białej

Wybór jego sztuk teatralnych został wydany w zbiorze Adam Bunsch. Dramaty (1974), z przedmową T. Kudlińskiego.
W roku 1987 odbyła się wystawa retrospektywna w Muzeum Okręgowym w Lublinie, a najpełniejszą prezentacją jego twórczości była zorganizowana przez Muzea: Okręgowe w Bielsku-Białej, Diecezjalne oraz Śląskie w Katowicach w 1992 r. wystawa w Bielsku-Białej pt. Adam Bunsch 1896–1969.